# Гиршфельд, Эль
(Э́лберт) Эль Ги́ршфельд (англ. (Albert) Al Hirschfeld; 21 июня 1903, Сент-Луис, Миссури, США — 20 января 2003, Нью-Йорк, США) — американский карикатурист еврейского происхождения.

## Биография
Родился в семье Исаака Гиршфельда и Ребекки Ротберг, украинской еврейки.
Один из старейших карикатуристов США. Известен работами на темы театра и кинематографа. В США почтовым ведомством выпущены марки с изображениями известных киноактеров, нарисованных Гиршфельдом. Газета «Нью-Йорк Таймс» регулярно публиковала рисунки Гиршфельда, посвященные театру.